# Trafigura
A Trafigura Group é uma empresa multinacional de commodities, sediada em Singapura com grandes centros regionais em Genebra, Houston, Montevidéu e Mumbai, fundada em 1993.
A empresa comercializa metais básicos e energia. É a maior comercializadora privada de metais do mundo e a segunda maior comercializadora de petróleo, tendo construído ou comprado participações em oleodutos, minas, fundições, portos e terminais de armazenamento.
A Trafigura foi formada por Claude Dauphin, Eric de Turckheim e Graham Sharp em 1993, mas rapidamente se separou de um grupo de empresas administrado por Marc Rich.
A Trafigura foi nomeada ou envolvida em vários escândalos, em particular o despejo de resíduos tóxicos na Costa do Marfim em 2006 (que deixou até 100.000 pessoas com erupções cutâneas, dores de cabeça e problemas respiratórios), o escândalo do Petróleo por Alimentos no Iraque e o esquema de corrupção envolvendo a Petrobras entre 2003 e 2014.

## História
A Trafigura Beheer BV foi fundada como um grupo privado de empresas em 1993 por seis sócios fundadores: Claude Dauphin, Eric de Turckheim, Graham Sharp, Antonio Cometti, Daniel Posen e Mark Crandall.
Inicialmente foi focada em três mercados regionais – América do Sul (petróleo e minerais), Europa Oriental (metais) e África (petróleo) – a Trafigura se diversificou e se expandiu globalmente. Em 1999, a unidade Trafigura Beheer BV, sediada na Holanda, se tornou a primeira empresa a obter um contrato para vender petróleo do Sudão internacionalmente.
Em novembro de 2013, foi anunciado que o conservador e ex-líder da Câmara dos Lordes, Barão Strathclyde, Thomas Galbraith, se juntaria à Trafigura como diretor não executivo; ele já havia deixado o fundo de cobertura do grupo após a controvérsia de 2009 sobre o incidente na Costa do Marfim.
O presidente executivo Claude Dauphin, o último fundador remanescente em uma posição executiva, possuía menos de 20% do patrimônio do grupo quando morreu em setembro de 2015, enquanto mais de 700 gerentes seniores controlavam o restante. Dauphin foi sucedido por Jeremy Weir, que, em 2025, assumiu o cargo de presidente do grupo, enquanto Richard Holtum assumiu o cargo de CEO, de acordo com o plano de sucessão da empresa. Holtum é um veterano de 10 anos na empresa e seu chefe global de gás, energia e energias renováveis, que juntou-se ao conselho de diretores da Trafigura em outubro de 2024.
A Trafigura operava em 65 escritórios de 36 países em 2015. Em 2023, a receita foi de US$ 244.3 bilhões, o lucro líquido foi de US$ 7.4 bilhões, os ativos eram de US$ 90.5 bilhões, e o patrimônio líquido era de US$ 16.5 bilhões. Em 2024, a empresa contava com cerca de 13.000 funcionários, operando em 150 países, com 50 escritórios, e é totalmente atendida por cerca de 1.400 dos seus funcionários.
Em fevereiro de 2023, a Trafigura relatou US$ 577 milhões em perdas com remessas fraudulentas compradas que deveriam conter níquel, mas continham materiais de valor muito menor, como aço carbono. A empresa foi alertada sobre uma possível fraude quando cargas que havia comprado, supostamente contendo níquel, estavam demorando mais para chegar ao destino do que o esperado e parando em mais portos do que o esperado no caminho, e os vendedores demoravam a mostrar a documentação. Em dezembro de 2022, investigadores da Trafigura inspecionaram supostas remessas de níquel em Roterdã e descobriram a fraude. O chefe de negociação de níquel e cobalto do grupo, Sócrates Economou, deixou a empresa, mas a Trafigura disse não acreditar que alguém na empresa tenha sido cúmplice da fraude. A empresa iniciou uma ação legal contra os vendedores envolvidos.
Em outubro de 2024, a empresa relatou que indivíduos em seu negócio de fornecimento de produtos petrolíferos na Mongólia haviam, ao longo de um período de cinco anos, ocultado dívidas vencidas e manipulado dados, resultando no pagamento de somas inflacionadas pela Trafigura. As regulamentações locais exigem que as entregas de fornecedores internacionais de combustível parem na fronteira, necessitando de operadores locais para entregas ao mercado interno. A empresa registrou uma baixa contábil de US$ 1.1 bilhão resultante da má conduta de funcionários em seu escritório na Mongólia. Os bancos pediram à Trafigura que incluísse uma explicação dos eventos na Mongólia e seu plano de remediação na apresentação de sua linha de crédito rotativo europeia, a ser lançada no início de 2025. A Trafigura disse que descobriu os problemas na Mongólia por meio da revisão de conformidade e dos controles de risco mais rigorosos que realizou como resultado da fraude de níquel da qual foi vítima em 2023.

### Investimentos
Em 2003, o grupo estabeleceu sua subsidiária de gestão de fundos, a Galena Asset Management.
Em 2007, uma explosão em Sløvåg Gulen, Sogn og Fjordane, na Noruega, num tanque da empresa Vest Tank, teve graves consequências ambientais e de saúde para as pessoas que viviam nas proximidades. De acordo com o grupo de comunicação NRK, a Vest Tank estava tentando neutralizar resíduos químicos quando a explosão ocorreu, e o proprietário dos resíduos era a Trafigura, para quem a Vest Tank estava trabalhando. A Trafigura não foi acusada de responsabilidade direta e recusou os pedidos da polícia norueguesa para entrevistar funcionários.
Em 2010, a Trafigura comprou 8% da MMC Norilsk Nickel.
Em fevereiro de 2013, a Trafigura investiu US$ 800 milhões no mercado de energia australiano, adquirindo mais de 250 postos de gasolina, dois terminais de importação de petróleo e cinco depósitos de combustível em três aquisições separadas por sua subsidiária Puma Energy. Na época, havia interesse na Austrália entre os comerciantes de energia devido a uma combinação de demanda crescente e fechamento de refinarias obsoletas e de alto custo. No mesmo mês, a joint venture da Trafigura, DT Group, fez uma parceria com a empresa petrolífera estatal angolana Sonangol para formar uma nova empresa, a Sonaci DT Pte Ltd, para comercializar as novas exportações de gás natural liquefeito (GNL) de Angola.
Em março de 2013, a Trafigura anunciou um acordo com o Sudão do Sul para exportar petróleo bruto Dar Blend de Porto Sudão. O acordo com o Sudão do Sul foi uma continuação da presença de longa data da Trafigura no mercado de petróleo sudanês e ocorreu após a resolução de uma disputa legal entre o Sudão e o Sudão do Sul sobre taxas de trânsito e receitas de petróleo.
Em outubro de 2013, a Trafigura garantiu US$ 1.5 bilhão em financiamento para um empréstimo inicial à produtora de petróleo russa Rosneft. A linha de pré-pagamento, que forneceu um empréstimo para pagamento antecipado de mais de 10 milhões de toneladas de produtos ao longo de cinco anos, foi o maior acordo desse tipo já concluído pela Trafigura.
Um mês depois, a Trafigura assinou um acordo com a operadora de oleodutos Energy Transfer Partners, sediada em Dallas, para transportar petróleo bruto e condensado por meio de um oleoduto parcialmente convertido de 131 km do campo de petróleo Eagle Ford, no Condado de McMullen, Texas, até o terminal de águas profundas da Trafigura na Baía de Corpus Christi, perto do Golfo do México.
Em fevereiro de 2014, a Trafigura assinou um acordo para adquirir uma participação acionária de 30% na recém-criada fundição de cobre do Jinchuan Group, com capacidade de 400.000 toneladas por ano, em Fangchenggang, China. Em julho, a Trafigura lançou a Lykos, uma plataforma online na Índia para vender metais para pequenos e médios fabricantes no país. Em setembro, a Trafigura concluiu a venda de US$ 860 milhões de uma participação de 80% em um terminal de armazenamento de petróleo em Corpus Christi, Texas, para a Buckeye Partners.
Em junho de 2015, a Trafigura anunciou uma joint venture 50:50 com a empresa de investimentos de Abu Dhabi, Mubadala Investment Company, para investir em mineração de metais básicos. Como parte do acordo, a Mubadala também adquiriu 50% da operação de mineração Minas de Aguas Teñidas (MATSA) da Trafigura, que possui três minas no sul da Espanha que produzem minérios concentrados de cobre, zinco e chumbo. Isso ocorreu após a duplicação da capacidade de processamento na operação de mineração MATSA da empresa na Andaluzia, Espanha, onde duas novas minas satélites também estão sendo desenvolvidas.
Em agosto de 2015, foi relatado que a subsidiária da Trafigura, Impala Terminals, está investindo US$ 1 bilhão na Colômbia para desenvolver uma nova rede rodoviária, ferroviária e fluvial conectando os principais portos costeiros ao coração industrial da Colômbia. O Rio Magdalena, que corre entre Barrancabermeja, no interior, e Barranquilla, na costa atlântica, permitirá o transporte de petróleo bruto e produtos derivados de petróleo, granéis sólidos, carga conteinerizada e geral de e para o interior da Colômbia.
Em outubro de 2016, foi anunciado que a Trafigura e o grupo de investimento russo United Capital Partners iriam adquirir cada um uma participação de 24 por cento na Essar Oil, que possui a segunda maior refinaria privada da Índia, no estado ocidental de Guzerate, bem como uma rede de 2.700 postos de gasolina.
A Trafigura foi criticada em dezembro de 2022 por distribuir "mais de US$ 1.7 bilhão aos seus principais traders e acionistas após a crise energética, alimentada pela Guerra Russo-Ucraniana".
Em 2022, a Lobito Atlantic Railway (LAR), uma joint venture entre a Trafigura, a Mota-Engil de Portugal e a operadora ferroviária belga independente Vecturis, garantiu uma concessão de 30 anos para operar o corredor ferroviário do Lobito, que atravessa a Angola até a República Democrática do Congo (RDC). Para marcar a transferência da concessão, uma cerimônia foi realizada em 4 de julho de 2023 no Lobito, com a presença dos presidentes João Lourenço de Angola, Félix Tshisekedi da RDC e Hakainde Hichilema da Zâmbia. A concessão abrangia o corredor ferroviário de Benguela, de 1.300 quilômetros, em Angola, estendendo-o por 400 quilômetros na RDC, e quaisquer potenciais extensões de serviço na Zâmbia. Os três países assinaram um acordo para acelerar o crescimento do comércio interno e transfronteiriço ao longo do corredor. A nova empresa comprometeu-se a modernizar a infraestrutura e os serviços, investindo US$ 455 milhões em Angola e até US$ 100 milhões na República Democrática do Congo.
O projeto do Corredor do Lobito é considerado um investimento emblemático da Parceria do G7 para Infraestrutura e Investimento Global (PGI) na África. O terminal mineral da LAR no Porto do Lobito lançou as operações portuárias do empreendimento em Angola com a atracação do MV Lindsaylou em 12 de julho de 2024, com enxofre a bordo para ser transferido para trens de carga da LAR para embarque na RDC para uso na produção de cobre refinado na região de Catanga.
Em 11 de janeiro de 2023, a empresa vendeu sua participação de 24,5% na empresa indiana Nayara Energy, que era uma joint venture com a Rosneft. A ação foi comprada pela Hara Capital Sarl, uma subsidiária da Mareterra Group Holding.
Em maio de 2024, foi anunciado que a Trafigura estava investindo na empresa Greenergy.

### Emissões de títulos e lucros reportados
Em 2008, a empresa tinha um patrimônio líquido de mais de US$ 2 bilhões e um faturamento de US$ 73 bilhões, o que gerou US$ 440 milhões de lucro.
Em março de 2010, a Trafigura fez sua primeira incursão nos mercados de capitais, emitindo US$ 539 milhões em eurobonds de cinco anos. No mês seguinte, a Trafigura listou seu primeiro título subordinado perpétuo na Bolsa de Singapura (SGX) a uma taxa fixa de 7,625%. A emissão levantou US$ 500 milhões em capital de longo prazo, que é tratado como patrimônio pelas normas internacionais de contabilidade, deixando os acionistas existentes inalterados.
Em 2011, a sua receita aumentou para 121.5 bilhões de dólares e os seus lucros para 1.11 bilhões de dólares, com lucros caindo 11% em 2012.
Em 2013, como consequência da listagem em Singapura, a Trafigura divulgou suas demonstrações financeiras pela primeira vez, relatando lucros de US$ 216.1 milhões no primeiro trimestre – um aumento de 3,2% em relação ao ano anterior. A receita cresceu 7,9%, para US$ 31.2 bilhões.
Em março de 2016, a Trafigura fechou um empréstimo de 46 milhões de ienes (US$ 413 milhões) com prazo de três anos, dobrando o tamanho do empréstimo Samurai de 2014.

## Atividades
Em 2024, a Trafigura operava em 150 países e tinha 50 escritórios.
A Trafigura é o terceiro maior grupo de negociação de commodities físicas do mundo, atrás da Vitol e da Glencore. A Trafigura obtém, armazena, mistura e transporta matérias-primas, incluindo petróleo, produtos refinados de petróleo e metais não ferrosos, minério de ferro e carvão. Mais recentemente, adicionou uma terceira divisão, focada em gás, energia e energias renováveis.
O comércio de commodities não ferrosas e a granel — principalmente concentrado de cobre, chumbo e zinco, alumina, metais refinados de cobre, chumbo, zinco e alumínio, bem como os livros de negociação de minério de ferro e carvão — representou 13% do volume de negócios geral da Trafigura em 2016. O grupo comercializou 8.2 milhões de toneladas de concentrados de metais não ferrosos e 6.6 milhões de toneladas de metais refinados não ferrosos durante o ano. O volume geral de metais e minerais aumentou 13% de 2015 para 59 milhões de toneladas.
Os volumes de negociação de petróleo e derivados totalizaram 4.3 milhões de barris por dia em 2016, um aumento de 42% em relação aos 3 milhões de barris por dia em 2015.
Em outubro de 2016, a Trafigura vendeu cinco petroleiros de médio alcance para o Banco de Comunicações da China Financial Leasing Co, marcando sua saída da propriedade de petroleiros de produtos.
Para dar suporte ao seu modelo de negócios baseado em arbitragem, a Trafigura garante um grau de controle sobre o fornecimento, armazenamento e logística por meio de subsidiárias industriais: a empresa de armazenamento e distribuição de petróleo Puma Energy, na qual a Trafigura detém uma participação de 49%.
A Trafigura está envolvida na negociação de papéis por meio de sua subsidiária Galena Asset Management, que foi criada em 2003 para investir em fundos de commodities.
A empresa foi citada no escândalo do Petróleo por Alimentos no Iraque em conexão com um petroleiro de turbina registrado na Libéria, o Essex, que tinha aprovação da ONU para carregar petróleo bruto iraquiano no principal terminal de exportação do Iraque em Mina al-Bakr. O petroleiro foi fretado pela Trafigura Beheer BV. Segundo seu capitão, Theofanis Chiladakis, o Essex foi "abastecido" pelo menos duas vezes, com um total de 272.000 barris de petróleo bruto, após monitores da ONU terem aprovado a carga. Isso ocorreu em 13 de maio e 27 de agosto de 2001. Os funcionários da Elf Aquitaine falaram pela primeira vez sobre esse esquema em fevereiro de 1998.
Em fevereiro de 2013, a Trafigura Maritime Ventures Limited, subsidiária da Trafigura Maritime Logistics PTE Limited sediada em Malta e em Singapura, e o braço de comercialização de petróleo da TotalEnergies se envolveram em uma controvérsia sobre fixação de preços de petróleo que levou ambas a serem impedidas de participar do processo de licitação no conselho de compras de petróleo da Enemalta. Entre 1999 e 2012, a Enemalta pagou às duas empresas US$ 3.2 bilhões por petróleo, o que representa 70% do petróleo comprado pela Enemalta naquele período.
Em maio de 2015, o Financial Times informou que a Trafigura se tornou uma grande exportadora de petróleo bruto da Rosneft da Rússia, apesar das sanções. A empresa viu um aumento nessas exportações, quase 9 milhões de barris de petróleo bruto em abril de 2015, principalmente para mercados asiáticos, financiados por acordos de pré-pagamento de petróleo na forma de empréstimos de curto prazo que não estão sujeitos a sanções. Embora alguns comerciantes de commodities tenham sido cautelosos ao lidar com empresas sancionadas, a Trafigura, que trabalha com vários bancos globais financiando acordos de petróleo, encontrou na Rosneft uma parceira confiável para negócios globais.
Em 2016, a organização não governamental suíça Public Eye publicou os resultados de sua investigação mostrando como comerciantes — especialmente a Trafigura — preparam e vendem combustível tóxico de "qualidade africana" para a África, contendo altos níveis de enxofre que causa poluição por material particulado, prejudicando a saúde humana. Posteriormente, Gana reduziu o limite máximo de enxofre no óleo diesel importado de 3.000 para 50 partes por milhão, a partir de março de 2017 (o limite europeu é de 10 partes por milhão). A Trafigura afirmou que o relatório foi “mal concebido”, pois eles apenas fornecem combustível legal e que cabe aos governos definir as especificações dos combustíveis.
Em novembro de 2018, a Global Witness solicitou ao Serious Fraud Office do Reino Unido e às autoridades dos Estados Unidos que investigassem os supostos vínculos entre o escândalo da Operação Lava Jato no Brasil e três empresas de comercialização de petróleo, uma das quais era a Trafigura.
Cerca de 18 meses depois, em maio de 2020, o The Guardian relatou que a Trafigura estava sendo investigada pela Comissão de Negociação de Futuros de Commodities dos Estados Unidos (CFTC) por suposta corrupção e manipulação de mercado relacionadas à negociação de petróleo. As intimações exigem informações que remontam a pelo menos quatro anos, relacionadas a "manipulação e corrupção envolvendo produtos e comércio de petróleo". Não ficou claro se a investigação da CFTC estava relacionada à Operação Lava Jato. Em março de 2024, a Trafigura concordou em se declarar culpada e pagar uma multa de cerca de US$ 127 milhões para resolver acusações de suborno de funcionários do governo no Brasil por ex-funcionários ou agentes durante décadas anteriores, após uma série de investigações do Departamento de Justiça sobre práticas da indústria petrolífera.
Em abril de 2023, o Washington Examiner afirmou que o governo americano está permitindo que o comerciante de commodities canalize dinheiro de volta para o círculo íntimo de Vladimir Putin. Em junho de 2024, a Trafigura chegou a um acordo com a Comissão de Negociação de Futuros de Commodities e pagou uma multa civil de US$ 55 milhões para resolver alegações de fraude, manipulação e impedimento de denunciantes relacionadas ao mercado de gasolina no México entre 2014 e 2019. Como parte do acordo, a Trafigura não admitiu nem negou as acusações da CFTC, que datavam de 2014. Dois comissários da CFTC questionaram o componente de denúncia do acordo.

## Despejo de resíduos na Costa do Marfim
O despejo de lixo tóxico da Costa do Marfim em 2006 foi uma crise de saúde na Costa do Marfim, na qual o Probo Koala, um navio registrado no Panamá e fretado pela Trafigura, contratou um empreiteiro local para descarregar resíduos em Abidjã após se recusar a pagar uma sobretaxa de € 1.000 por metro cúbico imposta pelos Serviços Portuários de Amsterdã para desencorajar o descarte de resíduos na Holanda. O empreiteiro local, Tommy, despejou indevidamente os resíduos em até 12 locais dentro e ao redor da cidade de Abidjã em agosto de 2006. O gás causado pela liberação desses produtos químicos é responsabilizado pela ONU e pelo governo da Costa do Marfim pela morte de 17 pessoas e pelos ferimentos de mais de 30.000 marfinenses, com ferimentos que variaram de leves dores de cabeça a queimaduras graves na pele e nos pulmões. Quase 100.000 marfinenses procuraram atendimento médico depois que o primeiro-ministro Charles Konan Banny ofereceu atendimento médico gratuito nos hospitais de Abidjã aos moradores da cidade.
A Trafigura afirma que a substância despejada consistia em "resíduos", ou seja, água residual da lavagem dos tanques do Probo Koala. Uma investigação na Holanda, no final de 2006, confirmou que a substância consistia em mais de 500 toneladas de uma mistura de combustível, sulfeto de hidrogênio e hidróxido de sódio. Após o início da crise sanitária em Abidjã, o Probo Koala chegou ao porto de Paldiski, na Estônia, onde a Trafigura permitiu a entrada da polícia holandesa a bordo para conduzir uma investigação.
A Trafigura negou que qualquer resíduo tenha sido transportado da Holanda, dizendo que as substâncias continham apenas pequenas quantidades de sulfeto de hidrogênio e que a empresa não sabia que a substância deveria ser descartada de forma inadequada. Funcionários da Trafigura, incluindo Claude Dauphin e o diretor regional da empresa para a África Ocidental, viajaram a Abidjã para auxiliar nos esforços de limpeza, mas foram presos pelo governo marfinense. Enquanto seus executivos estavam detidos, a empresa concordou em pagar US$ 198 milhões pela limpeza ao governo marfinense sem admitir irregularidades, e o governo marfinense se comprometeu a não processar a empresa. Dauphin e seus colegas executivos foram libertados após o acordo.
Em 2008, uma ação civil em Londres foi movida por quase 30.000 marfinenses contra a Trafigura. Em maio de 2009, a Trafigura anunciou que processaria a BBC por difamação, após seu programa Newsnight alegar que a empresa havia intencionalmente tentado encobrir seu papel no incidente. Em setembro de 2009, o The Guardian obteve e publicou e-mails internos da Trafigura mostrando que os comerciantes responsáveis sabiam o quão perigosos os produtos químicos eram. Pouco depois, a Trafigura concordou com um acordo de £ 30 milhões para encerrar o processo. Em 2010, um tribunal holandês considerou a Trafigura culpada de exportar ilegalmente resíduos tóxicos de Amsterdã.

## Suborno

### Operação Lava Jato
Em 28 de março de 2024, a Trafigura se declarou culpada de conspiração para violar as disposições antissuborno da Lei de Práticas de Corrupção no Exterior (FCPA) em conexão com subornos pagos a autoridades brasileiras. A empresa concordou em pagar aproximadamente US$ 127 milhões para encerrar a investigação do Departamento de Justiça dos Estados Unidos. O esquema de suborno operou entre 2003 e 2014, durante o qual a Trafigura pagou propinas a funcionários da Petrobras para garantir e manter contratos. Os pagamentos ilícitos somavam até 20 centavos de dólar por barril de derivados de petróleo comprados ou vendidos à Petrobras. Essas propinas eram ocultadas por meio de empresas de fachada e intermediários com contas bancárias no exterior. O envolvimento da Trafigura neste caso está ligado ao maior escândalo de corrupção política do Brasil, a Operação Lava Jato. Esta é a primeira vez que a Trafigura admite envolvimento na Lava Jato, embora suas rivais Glencore e Vitol já tivessem admitido suborno em relação ao mesmo escândalo. O acordo inclui: uma multa criminal de aproximadamente US$ 80.5 milhões; confisco de US$ 46.5 milhões em lucros derivados da conspiração; crédito de até US$ 26.8 milhões por valores pagos para resolver uma investigação brasileira relacionada. Como parte do acordo, a Trafigura é obrigada a enviar relatórios anuais sobre seus esforços de remediação e implementação de medidas de conformidade, bem como participar de reuniões trimestrais com o Departamento de Justiça durante um período de três anos.

### Angola
Em dezembro de 2023, a Trafigura e seu ex-diretor de operações Mike Wainwright foram acusados por investigadores suíços de organizar € 4.3 milhões em propinas para um funcionário do governo angolano que representava uma subsidiária da Sonangol, a empresa petrolífera estatal de Angola, entre 2009 e 2011. Os promotores alegaram que os fundos estavam relacionados às atividades da Trafigura na indústria petrolífera de Angola e que o funcionário do governo favoreceu a Trafigura em contratos de transporte, o que resultou em US$ 151 milhões em lucros para a empresa. Em janeiro de 2025, o Tribunal Penal Federal da Suíça condenou Wainwright e a Trafigura por acusações de suborno; Wainwright foi sentenciado a 32 meses de prisão, dos quais 20 meses foram suspensos, e a Trafigura foi considerada culpada de não ter sistemas suficientes para impedir o suborno e foi condenada a pagar uma multa de US$ 3,3 milhões, mais US$ 145,6 milhões em um pedido de indenização.